# Холл, Брэндон Майкл
Брэндон Майкл Холл (англ. Brandon Micheal Hall; род. 3 февраля 1993) — американский актёр, известен благодаря ролям в телесериалах: «В поиске», «Мэр» и «Бог меня зафрендил».

## Ранние годы
Холл родился в городке Андерсон — центре одноимённого округа (штат Южная Каролина), воспитывался матерью-одиночкой. Учился в средней школе «Пендлтон» в течение первых двух лет, затем перешёл в Школу искусств и гуманитарных наук губернатора Южной Каролины в Гринвилле. Холл продолжал изучать драму в Джульярдской школе в Нью-Йорке, которую окончил в 2015 году.

## Карьера

### Кино
Холл сыграл в короткометражном фильме «Сесиль по телефону» (2017), фильмах «Вечеринка монстров» (2018) и «Бомба» (2018).

### Телевидение
Холл снимался в телевизионном фильме «LFE» (2015) режиссёра Дэвида Слейда. Телефильм был пилотным эпизодом телесериала. В 2016 году прошёл кастинг в телесериал «В поиске». В Январе 2017 года Холл прошёл отбор для съёмок в телесериале «Мэр». В мае 2018 года прошёл кастинг в телесериал «Бог меня зафрендил».

## Фильмография
| Роли в кино | Роли в кино        | Роли в кино | Роли в кино                                                                          |
| Год         | Название           | Роль        | Примечания                                                                           |
| ----------- | ------------------ | ----------- | ------------------------------------------------------------------------------------ |
| 2016        | Время              | Дэниел      | Короткометражный фильм, написанный режиссёром Мэттью Чароф                           |
| 2017        | Сесиль по телефону | Дональд     | Короткометражный фильм, написанный в соавторстве с режиссёром Аннабель Декстер-Джонс |
| 2018        | Вечеринка монстров | Додж        | Хоррор фильм, написанный автором и режиссёром Крисом фон Хоффманом                   |
| 2018        | Бомба              | Остин       | Драматический фильм, написанный режиссёром Дженной Лауренцо                          |
| Предстоящий | Аэропорт           | Илия        | Фантастический фильм, написанный режиссёром Элианом Уджуэтой                         |

| Телевизионные роли | Телевизионные роли | Телевизионные роли  | Телевизионные роли                                               |
| Год                | Название           | Роль                | Примечания                                                       |
| ------------------ | ------------------ | ------------------- | ---------------------------------------------------------------- |
| 2015               | LFE                | Кевин               | Изготовленный (снятый) для телефильма режиссёром Дэвидом Слейдом |
| 2016               | Помнить всё        | Офицер Ричи Гарднер | Эпизод: «Укрытие от шторма»                                      |
| 2016               | Брод Сити          | Доставщик           | Эпизод: «Крысиная стая»                                          |
| 2016               | Персонажи          | Новобранец          | Эпизод: «Пол У. Даунс»                                           |
| 2016 — н. в.       | В поиске           | Джулиан Маркус      | Главная роль                                                     |
| 2017               | Мэр                | Кортни Роуз         | Главная роль                                                     |
| 2018               | Бог меня зафрендил | Майлс Файнер        | Главная роль                                                     |
| 2022               | Хлоя               | Джош Стэнфилд       | Второстепенная роль                                              |